# كلية الهندسة المعلوماتية (جامعة اللاذقية)
أحدثت كلية الهندسة المعلوماتية في جامعة اللاذقية في سوريا بموجب المرسوم 15 بتاريخ 22/7/2000 اعتبارًا من العام الدراسي 2000/2001. تضم الكلية كادر تعليمي من الأساتذة والمختصين ومجهزة بمجموعة من قاعات المحاضرات والمخابر الحاسوبية والكهربائية بالإضافة إلى مكتبة وقاعة مطالعة.

## أقسام الكلية
تتكون كلية الهندسة المعلوماتية من عدة أقسام، حيث يحتوي كل قسم على مجموعة من الأقسام الفرعية (الشعب):
1. قسم العلوم الأساسية: ويضم شعبة الرياضيات التطبيقية وشعبة الفيزياء وشعبة اللغة الإنكليزية للمعلوماتية.
2. قسم هندسة البرمجيات ونظم المعلومات: يضم شعبة هندسة البرمجيات وشعبة نظم المعلومات.
3. قسم النظم والشبكات الحاسوبية: يضم شعبة النظم الحاسوبية وشعبة الشبكات الحاسوبية.
4. قسم الذكاء الصنعي واللغات الطبيعية (قيد الإنجاز): من المقرر أن يضم شعبة الذكاء الصنعي وشعبة اللغات الطبيعية.

## الدرجات العلمية الممنوحة
المدة الدراسية اللازمة لنيل درجة الإجازة في الهندسة المعلوماتية هي خمس سنوات دراسية (عشر فصول دراسية) وذلك وفقًا لقوانين جامعة اللاذقية. يحدد اختصاص الطالب بعد السنة الدراسية الثالثة (بداية الفصل السابع) حيث يختص إما في هندسة البرمجيات ونظم المعلومات أو في قسم الشبكات والنظم الحاسوبية. يدرس الطالب خلال الفترة الدراسية مجموعة من المواد الإلزامية تحدد وفق الخطة الدراسية الخاصة بالكلية.
كما يمنح قسم الشبكات والنظم الحاسوبية درجتي الماجستير والدكتوراه في هندسة الشبكات والنظم. بينما يمنح قسم هندسة البرمجيات ونظم المعلومات درجة الماجستير في هندسة البرمجيات ونظم المعلومات.

## الخطة الدرسية
| السنة الدراسية | المقررات |
| -------------- | --- |
| السنة الأولى   | - الجبر الخطي 1 - الجبر الخطي 2 - الجبر اللاخطي - التحليل الرياضي 1 - التحليل الرياضي 2 - البرمجة 1 - البرمجة 2 - اللغة الإنكليزية 1 - اللغة الإنكليزية 2 - مبادئ عمل الحاسوب - الفيزياء الكهربائية - فيزياء أنصاف النواقل - اللغة العربية - ثقافة |
| السنة الثانية  | - برمجة متقدمة 1 - برمجة متقدمة 2 - قواعد معطيات - بحوث العمليات - تحليل رياضي 3 - رياضيات متقطعة - إشارات ونظم - دارات كهربائية - إحصاء واحتمالات - تحليل عددي - اللغة الإنكليزية للمعلوماتية 1 - اللغة الإنكليزية للمعلوماتية 2 |
| السنة الثالثة  | - بنيان حواسيب 1 - هندسة برمجيات 1 - خوارزميات وبنى معطيات - نظرية المعلومات - نظرية التعقيد - نظرية الحوسبة - اتصالات رقمية - شبكات حاسوبية 1 - دارات منطقية - نظم تشغيل 1 - ذكاء صنعي - مهارات تواصل |
| السنة الرابعة  | - شبكات حاسوبية 2 (قسم الشبكات) - قواعد معطيات 2 (قسم البرمجيات) - بروتوكولات شبكات حاسوبية (قسم الشبكات) - تحليل نظم مالية (قسم البرمجيات) - الرسم بمعونة الحاسب - نظم تشغيل 2 (قسم الشبكات) - بناء المترجمات (قسم البرمجيات) - تصميم التجارب - إدارة المنظمات - هندسة برمجيات 2 (قسم البرمجيات) - بنيان حواسيب 2 (قسم الشبكات) - نمذجة ومحاكاة - نظم موزعة - برمجة تفرعية - نظم وسائط متعددة (قسم البرمجيات)                                             |
| السنة الخامسة  | - أمن نظم المعلومات - برمجة تطبيقات شبكية (قسم الشبكات) - قواعد معطيات متقدمة (قسم البرمجيات) - تطبيقات إنترنت - إدارة الشبكات (قسم الشبكات) - خوارزميات البحث الذكية (قسم البرمجيات) - الأخلاق والحاسوب - نظم رقمية مبرمجة (قسم الشبكات) - تصميم الشبكات (قسم الشبكات) - نماذج التصميم (قسم البرمجيات) - التسويق والجودة - هندسة البرمجيات 3 (قسم البرمجيات) - نظم الزمن الحقيقي (قسم الشبكات) - هندسة نظم المعلومات (قسم البرمجيات) - التعليم الالكتروني |

## نظام الدراسات العليا

### درجة الماجستير في هندسة البرمجيات ونظم المعلومات
تم إحداث درجة الماجستير في هندسة البرمجيات ونظم المعلومات في قسم هندسة البرمجيات ونظم المعلومات في الكلية ابتداءً من العام الدراسي 2013-2014 بموجب قرار مجلس التعليم العالي رقم 157 والصادر بتاريخ 24-2-2013.

#### شروط القبول
يشترط لقيد الطالب في درجة الماجستير ما يلي:
1. أن يكون حاصلاً على درجة الإجازة في الهندسة المعلوماتية باختصاص البرمجيات ونظم المعلومات من إحدى الجامعات في القطر العربي السوري بتقدير جيد على الأقل، أو من كلية أو معهد معترف بهما من مجلس الجامعة وفق القواعد التي يضعها مجلس التعليم العالي.
2. أن يجتاز بنجاح امتحاناً باللغة الأجنبية وفق أحكام الفقرة ب من المادة 142 من اللائحة التنفيذية لقانون تنظيم الجامعات.
3. يتم القبول وفق مفاضلة بين الطلاب المتقدمين الذين تتوافر فيهم شروط القيد على أساس مبدأ تكافؤ الفرص، وتتم المفاضلة وفق معايير وأسس معتمدة من قبل الجامعة والكلية.

#### تكاليف الدراسة
يقسم الطلاب المقبولون إلى الفئات التالية:
1. طلاب مقبولين في التعليم النظامي: يدفع الطالب مبلغ تسجيل سنوي قدره 10آلاف ليرة سورية، ويشترط في الطالب أن يكون حاصلاً على الشهادة الجامعية من إحدى الجامعات الحكومية في القطر العربي السوري.
2. طلاب مقبولين في التعليم الموازي: يدفع الطالب مبلغ تسجيل سنوي قدره 110 آلاف ليرة سورية، يشترط في الطالب أن يكون حاصلاً على الشهادة الجامعية من إحدى الجامعات الحكومية أو الخاصة في القطر العربي السوري، أو أن يكون حاصلا على شهادة معادلة من جامعة أو معهد معترف بهما من قبل مجلس التعليم العالي.

#### شروط الحصول على درجة الماجستير
1. النجاح في جميع المقررات الإجبارية، والنجاح في مقررين من المقررات الاختيارية في سنة المواد.
2. أن يحقق نسبة الدوام المطلوبة.
3. أن يعد بحثاً بعد نجاحه في المقررات الدراسية المطلوبة، وتتم الموافقة على موضوع البحث من قبل مجلس الجامعة بناءً على اقتراح مجلس القسم وموافقة مجلس الكلية، على أن لا تقل مدة إعداد البحث عن سنة من تاريخ موافقة مجلس الجامعة على تسجيل موضوع البحث، وأن يتقدم الطالب بنتائج بحثه برسالة تقبلها لجنة الحكم بعد مناقشة علنية.

#### الخطة الدراسية
مدة الدراسة في الماجستير سنتين:
- السنة الأولى: تخصص لدراسة المقررات الدراسية.
- السنة الثانية: تخصص لإعداد البحث العلمي.

##### المقررات الدراسية
تحدد مفردات كل مقرر من مقررات الخطة الدراسية بقرار من مجلس الكلية بناء على اقتراح مجلس القسم المختص في مطلع كل عام دراسي، وتقسم المقررات إلى نوعين:
- مقررات إجبارية: يلزم الطالب بدراستها.
- مقررات اختيارية: يلزم الطالب باختيار مادة واحدة منها.

| نوع المقرر الدراسي  | الفصل الدراسي | المقرر الدراسي                     | عدد ساعات النظرية | عدد الساعات العملية |
| ------------------- | ------------- | ---------------------------------- | ----------------- | ------------------- |
| المقررات الإجبارية  | الفصل الأول   | بحث علمي                           | 2                 | -                   |
| المقررات الإجبارية  | الفصل الأول   | خوارزميات متقدمة                   | 2                 | 2                   |
| المقررات الإجبارية  | الفصل الأول   | نظم معلومات متقدمة                 | 2                 | 2                   |
| المقررات الإجبارية  | الفصل الأول   | تطبيقات انترنت متقدمة              | 2                 | 2                   |
| المقررات الإجبارية  | الفصل الثاني  | بحث علمي                           | 2                 | -                   |
| المقررات الإجبارية  | الفصل الثاني  | نظم التشغيل الموزعة                | 2                 | 2                   |
| المقررات الإجبارية  | الفصل الثاني  | أمن معلومات متقدم                  | 2                 | 2                   |
| المقررات الإجبارية  | الفصل الثاني  | استرجاع المعلومات                  | 2                 | 2                   |
| المقررات الاختيارية | الفصل الأول   | ضمان جودة البرمجيات وتحسين الأداء  | 2                 | 2                   |
| المقررات الاختيارية | الفصل الأول   | تطبيقات متقدمة في الوسائط المتعددة | 2                 | 2                   |
| المقررات الاختيارية | الفصل الثاني  | تقنيات XML متقدمة                  | 2                 | 2                   |
| المقررات الاختيارية | الفصل الثاني  | هندسة برمجيات متقدمة               | 2                 | 2                   |

##### أحكام متعلقة بالمقررات الدراسية
- تتألف العلامة النهائية لامتحان المقرر من جزأين، الأول لأعمال السنة ويخصص له 40% من العلامة النهائية، والآخر للامتحان النهائي ويخصص له 60% من العلامة النهائية.
- يعتبر الطالب ناجحاً في المقرر إذا حصل على درجة قدرها 60% من العلامة النهائية.
- يعد الطالب راسباً في السنة الأولى إذا لم ينجح في نهايتها في جميع المقررات المطلوبة، ويحق للطالب في هذه الحالة إعادة دراسة المقررات التي رسب فيها مع الاحتفاظ بدرجة العملي لمدة سنة واحدة فقط، وفي حال رسوبه بأي مقرر من المقررات (في نهاية هذه السنة) يفصل من درجة الماجستير ويشطب قيده.

#### الكادر التدريسي
وفقاً لقرار مجلس الجامعة رقم /1174/ الصادر بتاريخ 31-12-2013 تم تكليف عدد من أعضاء الهيئة التدريسية في كلية الهندسة المعلوماتية بتدريس مقررات الفصل الأول للعام الدراسي 2017-2018 وفق جدول التكليف التالي:
| عضو الهيئة التدريسية | المقرر الدراسي                     |
| -------------------- | ---------------------------------- |
| د.ناصر ناصر          | بحث علمي                           |
| د. رائد الجابري      | خوارزميات متقدمة                   |
| د.أنور أبو نقطة      | نظم معلومات متقدمة                 |
| د.بسيم برهوم         | تطبيقات انترنت متقدمة              |
| د. مجد علي           | تطبيقات متقدمة في الوسائط المتعددة |

## وصلات خارجية
- الموقع الرسمي
- إعلان إلى الطلاب الراغبين في الانتساب إلى الدراسات العليا - الماجستير للعام الدراسي 2012 – 2013